# 卡盧約山
16°37′39″S 68°38′2″W / 16.62750°S 68.63389°W
卡盧約山（Qaluyu），是玻利維亞的山峰，位於該國西部拉巴斯省的因加維省，屬於安第斯山脈中奇利亞-基姆薩查塔山脈的一部分，海拔高度4,202米。